# Anna-Lena Frömming
Anna-Lena Frömming, née le 18 février 1995, est une taekwondoïste allemande.

## Biographie
Anna-Lena Frömming est médaillée de bronze dans la catégorie des moins de 57 kg aux Championnats du monde de taekwondo 2013 à Puebla puis médaillée d'argent dans la même catégorie aux Jeux mondiaux militaires d'été de 2015 à Mungyeong. Elle est ensuite médaillée de bronze dans cette catégorie aux Championnats du monde militaires de taekwondo 2018 à Rio de Janeiro ainsi qu'aux Jeux mondiaux militaires d'été de 2019 à Wuhan.
Elle obtient la médaille de bronze dans la catégorie des moins de 62 kg aux Championnats du monde féminins de taekwondo 2021 à Riyad.